# Hydrochorea
Genre
Hydrochorea  est un genre de plantes à fleurs dicotylédones de la famille des Fabaceae, sous-famille des Mimosoideae, originaire d'Amérique centrale et d'Amérique du Sud, qui comprend trois espèces acceptées.

## Synonymes
Selon BioLib (4 décembre 2018) :
- Abarema acreana (J.F. Macbride) L. Rico
- Hydrochorea acreana (J.F. Macbride) Barneby & J.W. Grimes
- Pithecellobium acreanum J.F. Macbride

## Liste d'espèces
Selon The Plant List (4 décembre 2018) :
- Hydrochorea corymbosa (Rich.) Barneby & J.W.Grimes
- Hydrochorea gonggrijpii (Kleinhoonte) Barneby & J.W.Gri
- Hydrochorea marginata (Benth.) Barneby & J.W.Grimes